# Phlegra pori
Phlegra pori är en spindelart som beskrevs av Prószynski 1998. Phlegra pori ingår i släktet Phlegra och familjen hoppspindlar. Inga underarter finns listade i Catalogue of Life.